# Ctenopelma petiolatum
Ctenopelma petiolatum là một loài tò vò trong họ Ichneumonidae.